# NGC 7504
NGC 7504 est une étoile située dans la constellation de Pégase,. L'astronome allemand Albert Marth a enregistré la position de celle-ci le 2 septembre 1864.